# QP–13-as konvoj
A QP–13-as konvoj a második világháború egyik hajókaravánja volt, amely a Szovjetunióból indult nyugatra. A QP kód az irányt (keletről nyugatra), a 13 a konvoj sorszámát jelenti. A kereskedelmi hajók és kísérőik 1942. június 26-án indultak el Arhangelszkből. A konvoj július 7-én érkezett meg az izlandi Reykjavíkba. A flottát az Empire Selwyn kapitánya irányította. A hajókaraván több egysége a rossz látási viszonyok miatt brit aknamezőre tévedt északkeletre Izlandtól. Hat hajó megrongálódott, közülük öt elsüllyedt.

## A hajók

### Kereskedelmi hajók
| A hajó neve       | Nemzetisége        | Veszteség         |
| ----------------- | ------------------ | ----------------- |
| Alma Ata          | Szovjetunió        |                   |
| American Press    | Egyesült Államok   |                   |
| American Robin    | Egyesült Államok   |                   |
| Arhangelszk       | Szovjetunió        |                   |
| Atlantic          | Egyesült Királyság |                   |
| Bugyennij         | Szovjetunió        |                   |
| Capira            | Panama             |                   |
| Chumleigh         | Egyesült Királyság |                   |
| City of Omaha     | Egyesült Államok   |                   |
| Empire Baffin     | Egyesült Királyság |                   |
| Empire Mavis      | Egyesült Királyság |                   |
| Empire Meteor     | Egyesült Királyság |                   |
| Empire Selwyn     | Egyesült Királyság |                   |
| Empire Stevenson  | Egyesült Királyság |                   |
| Exterminator      | Panama             | Aknamezőre futott |
| Heffron           | Egyesült Államok   | Aknamezőre futott |
| Hegira            | Egyesült Államok   |                   |
| Hybert            | Egyesült Államok   | Aknamezőre futott |
| John Randolph     | Egyesült Államok   |                   |
| Komilesz          | Szovjetunió        |                   |
| Kuzbasz           | Szovjetunió        |                   |
| Lancaster         | Egyesült Államok   |                   |
| Massmar           | Egyesült Államok   | Aknamezőre futott |
| Mauna Kea         | Egyesült Államok   |                   |
| Michigan          | Egyesült Államok   |                   |
| Mormacrey         | Egyesült Államok   |                   |
| Mount Evans       | Panama             |                   |
| Nemaha            | Egyesült Államok   |                   |
| Petrovszkij       | Szovjetunió        |                   |
| Pieter de Hoogh   | Hollandia          |                   |
| Richard Henry Lee | Egyesült Államok   |                   |
| Rogyina           | Szovjetunió        | Aknamezőre futott |
| St. Clears        | Egyesült Királyság |                   |
| Sztarij Bolsevik  | Szovjetunió        |                   |
| Yaka              | Egyesült Államok   |                   |

### Kísérőhajók
| A hajó neve        | Nemzetisége               | Típusa            |
| ------------------ | ------------------------- | ----------------- |
| HMS Achates        | Egyesült Királyság        | Romboló           |
| HMS Alynbank       | Egyesült Királyság        | Légelhárító hajó  |
| HMS Ashanti        | Egyesült Királyság        | Romboló           |
| HMS Blankney       | Egyesült Királyság        | Romboló           |
| HMS Bramble        | Egyesült Királyság        | Aknaszedő         |
| HMS Cumberland     | Egyesült Királyság        | Könnyűcirkáló     |
| HMS Duke of York   | Egyesült Királyság        | Csatahajó         |
| HMS Escapade       | Egyesült Királyság        | Romboló           |
| HMS Faulknor       | Egyesült Királyság        | Romboló           |
| HMS Garland        | Lengyelország             | Romboló           |
| Gremjascsij        | Szovjetunió               | Romboló           |
| Groznij            | Szovjetunió               | Romboló           |
| HMS Hazard         | Egyesült Királyság        | Aknaszedő         |
| HMS Honeycuckle    | Egyesült Királyság        | Korvett           |
| HMS Hussar         | Egyesült Királyság        | Aknaszedő         |
| HMS Hyderabad      | Egyesült Királyság        | Korvett           |
| HMS Inglefield     | Egyesült Királyság        | Romboló           |
| HMS Intrepid       | Egyesült Királyság        | Romboló           |
| Kujbisev           | Szovjetunió               | Romboló           |
| HMS Lady Madeleine | Egyesült Királyság        | Vontató           |
| HMS Leda           | Egyesült Királyság        | Aknaszedő         |
| HMS Marna          | Egyesült Királyság        | Romboló           |
| HMS Martin         | Egyesült Királyság        | Romboló           |
| USS Mayrant        | Amerikai Egyesült Államok | Romboló           |
| USS Middleton      | Amerikai Egyesült Államok | Romboló           |
| HMS Niger          | Egyesült Királyság        | Aknaszedő         |
| HMS Nigeria        | Egyesült Királyság        | Könnyűcirkáló     |
| HMS Onslaught      | Egyesült Királyság        | Romboló           |
| HMS Onslow         | Egyesült Királyság        | Romboló           |
| USS Rhind          | Amerikai Egyesült Államok | Romboló           |
| HMS Roselys        | Egyesült Királyság        | Korvett           |
| HMS Seagull        | Egyesült Királyság        | Aknaszedő         |
| HMS Starwort       | Egyesült Királyság        | Korvett           |
| HMS St. Elstan     | Egyesült Királyság        | Vontató           |
| HMS Trident        | Egyesült Királyság        | Tengeralattjáró   |
| HMS Victorious     | Egyesült Királyság        | Repülőgép-hordozó |
| HMS Volunteer      | Egyesült Királyság        | Romboló           |
| USS Washington     | Amerikai Egyesült Államok | Csatahajó         |
| HMS Wheatland      | Egyesült Királyság        | Romboló           |